# Michail Mustygin
Michail Michajlovič Mustygin (in russo Михаил Михайлович Мустыгин?, anglosassone Mikhail Mikhailovich Mustygin; Kolomna, 27 ottobre 1937 – 27 gennaio 2023) è stato un calciatore sovietico, dal 1991 russo, di ruolo attaccante.

## Palmarès
- Capocannoniere della Vysšaja Liga: 2

1962 (17 gol), 1967 (19 gol)